# Lília Momplé
Lília Maria Clara Carrièrre Momplé, född den 19 mars 1935 på ön Moçambique, är en moçambikisk författare. Hon har gett ut ett flertal romaner, däribland Neighbours (1995), och skrev filmmanuset till den prisbelönta filmen Muhupitit Alima (1988). Hon har även medverkat i Solveig Nordlunds filmatisering av Henning Mankells Comédia infantil (1998).
Momplé var generalsekreterare i Moçambiques författarförbund mellan 1995 och 2001, och var dess ordförande 1997 till 1999.

## Biografi
Lília Momplé föddes på Moçambiqueön i en familj med blandat ursprung, bland annat makua, fransk, indisk, kinesisk, och mauritisk etnisk tillhörighet. Efter skolan reste Momplé till Lissabon och studerade på Institutet för Social Service. Mellan 1960 och 70 arbetade hon som socialassistent i Lissabon, Lourenço Marques och São Paulo i Brasilien. Därefter återvändo Momplé till Moçambiqueön och blev rektor och lärare i portugisiska och engelska vid högstadieskolan.

## Författarskap
Momplé inspirerades som barn av sin mormors berättelser, som ofta handlade om sårbara varelser och inte så ofta om starka personligheter. När hon kom till Portugal lärde hon känna Eça de Queiroz och Fernando Pessoa som också påverkade Momplés författarskap. Men det var först när hon läste den moçabikanska poeten José Craveirinha som hon bestämde sig för att bli författare.
Hon skriver ofta ur ett kvinnoperspektiv och har skildrat inbördeskriget i sina verk.

## Erkännande
Momplé uppmärksammades vid bokmässan 2015 i Florianopolis i Brasilien.
Hon har fått flera litterära priser, bland annat:
- 1987 – Caniço, Maputo-priset den 10 november 1987.
- 1998 – Muhipiti Alima, filmmanus.
- 2001 – Momplé blev en av fem författare som nominerades till Caine-Prize for African Writing.
- 2011 – Ninguém Matou Suhura, José Craveirinha-priset

## Verk (urval)
- 1988 – Ninguém matou Suhura
- 1988 – Muhupitit Alima (filmmanus)
- 1995 – Neighbours
- 1997 – Os olhos da cobra verde